# Гроте (Салерно)
Гроте (итал. Grotte) је насеље у Италији у округу Салерно, региону Кампанија.
Према процени из 2011. у насељу је живело 213 становника. Насеље се налази на надморској висини од 153 м.